# Municipio de Richland (condado de Decatur)
El municipio de Richland (en inglés: Richland Township) es un municipio ubicado en el condado de Decatur en el estado estadounidense de Iowa. En el año 2010 tenía una población de 382 habitantes y una densidad poblacional de 4,12 personas por km².

## Geografía
El municipio de Richland se encuentra ubicado en las coordenadas 40°51′10″N 93°57′49″O / 40.85278, -93.96361. Según la Oficina del Censo de los Estados Unidos, el municipio tiene una superficie total de 92.63 km², de la cual 92,54 km² corresponden a tierra firme y (0,09 %) 0,09 km² es agua.

## Demografía
Según el censo de 2010, había 382 personas residiendo en el municipio de Richland. La densidad de población era de 4,12 hab./km². De los 382 habitantes, el municipio de Richland estaba compuesto por el 96,6 % blancos, el 0,26 % eran afroamericanos, el 0,26 % eran amerindios, el 0,26 % eran asiáticos, el 0,79 % eran de otras razas y el 1,83 % eran de una mezcla de razas. Del total de la población el 2,09 % eran hispanos o latinos de cualquier raza.